# Watson Valley
Das Watson Valley ist ein Tal im ostantarktischen Viktorialand. In der Saint Johns Range liegt es östlich des Mount Lewis und öffnet sich südwärts zum Oberen Victoria-Gletscher. Abgesehen von einem kleinen Gletscher am Kopfende des Tals ist es ansonsten unvereist. 
Das Advisory Committee on Antarctic Names benannte das Tal 2008 nach Donald E. Watson von den Seabees, der zwischen 1955 und 1957 am Bau der Station Little America V und der ersten Byrd-Station anlässlich des Internationalen Geophysikalischen Jahres (1957–1958) beteiligt und dabei zudem als Arzt tätig war.